# Jerome Park Reservoir
Jerome Park Reservoir – zbiornik retencyjny na terenie Nowego Jorku (hrabstwa Bronx), należący do sieci wodociągowej miasta Nowy Jork. 
Powierzchnia zbiornika wynosi 135 akrów (0,55 km2), wysokość lustra wody to 41 m n.p.m. Brak danych USGS odnośnie do średniej jak i maksymalnej głębi. 
Zbiornik przyjmuje wodę z New Croton Reservoir poprzez Akwedukt Croton. Rozprowadza wodę bezpośrednio do miejskich wodociągów.
Zbiornik od 2000 r. figuruje na liście National Register of Historic Places (ang. - Narodowy Rejestr Miejsc Historycznych) pod numerem 1014.